# Bergens domprosteri

Prosterier i Bjørgvins stift. Det svarta området på kartan är Bergens domprosteri.

Bergens domprosteri (norska: Bergen domprosti) är ett kontrakt (prosteri, norska: prosti) i Bjørgvins stift inom Norska kyrkan. Kontraktet omfattar områden i de mellersta och västra delarna av Bergens kommun i Vestland fylke i västra Norge.

## Socknar
Bergens domprosteri består av sex socknar (norska: sokn eller sogn), samtiga inom Bergens kyrkliga samfällighet (norska: Bergen kirkelige fellesråd):
- Bergens domkyrkas socken
- Laksevågs socken
- Loddefjords socken
- Nygårds socken
- Olsviks socken
- Sandvikens socken